# Ардачлъка
Ардачлъка е поддържан резерват в Източна България, намиращ се в най-западната точка на Източна Стара планина. Създаден е като резерват „Ардачлъка“ с постановление на Министерския съвет от 27 февруари 1950 г. с цел опазване на Естествена елова гора. С по-късни постановления част от територията му е отнета, а през 1999 г. е прекатегоризиран като поддържан резерват.

## Географско положение
Поддържан резерват „Ардачлъка“ е разположен на северните склонове на Котленска планина. Едната му граница минава по билото на планината, а другата – по поречието на река Малка рекичка. Територията му от общо 122,8 хектара е разпокъсана заради разположените около него земеделски земи в землищата на селата Боринци и Стрелци. „Ардачлъка“ се намира се на 9 км от село Кипилово и на 18 км по права линия от град Котел. Средната му надморска височина е 450 метра. Преобладаващите почви са сиви горски.

## Флора
В рамките на резерват „Ардачлъка“ преобладават горите от обикновен габър, бяла ела и мизийски бук. От установените там 161 таксона висши растения, пет имат консервационна значимост. Това са лудо биле, широколистен дремник, бъзова дактилориза, истинска гнездица и двулистна платантера. Установени са и четири вида ядливи гъби: лесолюбка, брезова, мрежеста и кадифена манатарка.

## Фауна
В резервата се срещат се 10 вида земноводни и 17 вида влечуги, включително двата вида сухоземни костенурки, обикновена блатна костенурка, южен гребенест тритон и жълтокоремна бумка. Освен сухоземните костенурки с консервационна значимост е и пъстрият смок.
Птиците, срещащи се в „Ардачлъка“, са характерни за широколистни и смесени гори. От установените 79 вида птици, 61 вида са с различен статут на застрашеност и защита по българското и международно законодателство. Това включва видове с висока консервационна значимост като ливаден дърдавец, чухал, бухал, ловен сокол, вечерна и степна ветрушка.
От бозайниците в парка е установено наличието на сърна, лисица, див заек, европейски вълк, дива свиня, катерица и други.